# Rue Roger-Radisson
La rue Roger-Radisson est une rue située dans le 5e arrondissement de Lyon, en France.

## Situation et accès
Elle débute dans son extrémité nord-est sur la place de Fourvière sur laquelle se trouve la basilique de Fourvière puis dans une orientation sud puis sud-ouest atteint le croisement de la rue du Cardinal-Gerlier et de la montée du Télégraphe. De ces deux extrémités, elle croise ou sert de tenant successivement à l'allée Louise-et-Rose-Faurite, la rue Cléberg, l'allée des Dames-du-Calvaire et la rue Pauline-Marie-Jaricot.

## Origine du nom
Cette voie honore le résistant français Roger Radisson né à Caluire-et-Cuire en 1911 et mort fusillé à Saint-Genis-Laval en 1944 lors du massacre du fort de Côte-Lorette.

## Historique
La rue recouvre une voie romaine du site antique de Lugdunum, possiblement son decumanus selon son inventeur Amable Audin. Cette voie romaine, nommée voie de l'Océan parce qu'elle conduisait jusqu'à la Manche, aboutisant à Gesoriacum (Boulogne-sur-Mer). Au départ de la cité romaine, elle s'oriente plein ouest depuis le haut de la colline de Fourvière, empruntant l'artère que constitue, de nos jours, l'avenue Barthélemy Buyer pour gagner ensuite le nord, via le quartier de Valmy, où un tronçon important a été exhumé en 1999 et 2000.
Au cours de la Renaissance, elle porte le nom de chemin des Arcs ou chemin des Arcs-à-l'Église-de-Saint-Thomas-de-Fourvière, du fait de la présence de plusieurs arches de l'aqueduc romain dit aqueduc du Gier.
En 1791, la voie prend le nom de rue du Juge-de-Paix, peut-être en raison du vote de la loi sur les juges de paix promulguée l'année précédente, hypothèse corroborée par le fait que la rue est plutôt dénommée selon le terme rue des Juges de paix.
Son nom actuel lui est attribué le 23 avril 1945 (délibération municipale).